# Wassili Semjonowitsch Grossman

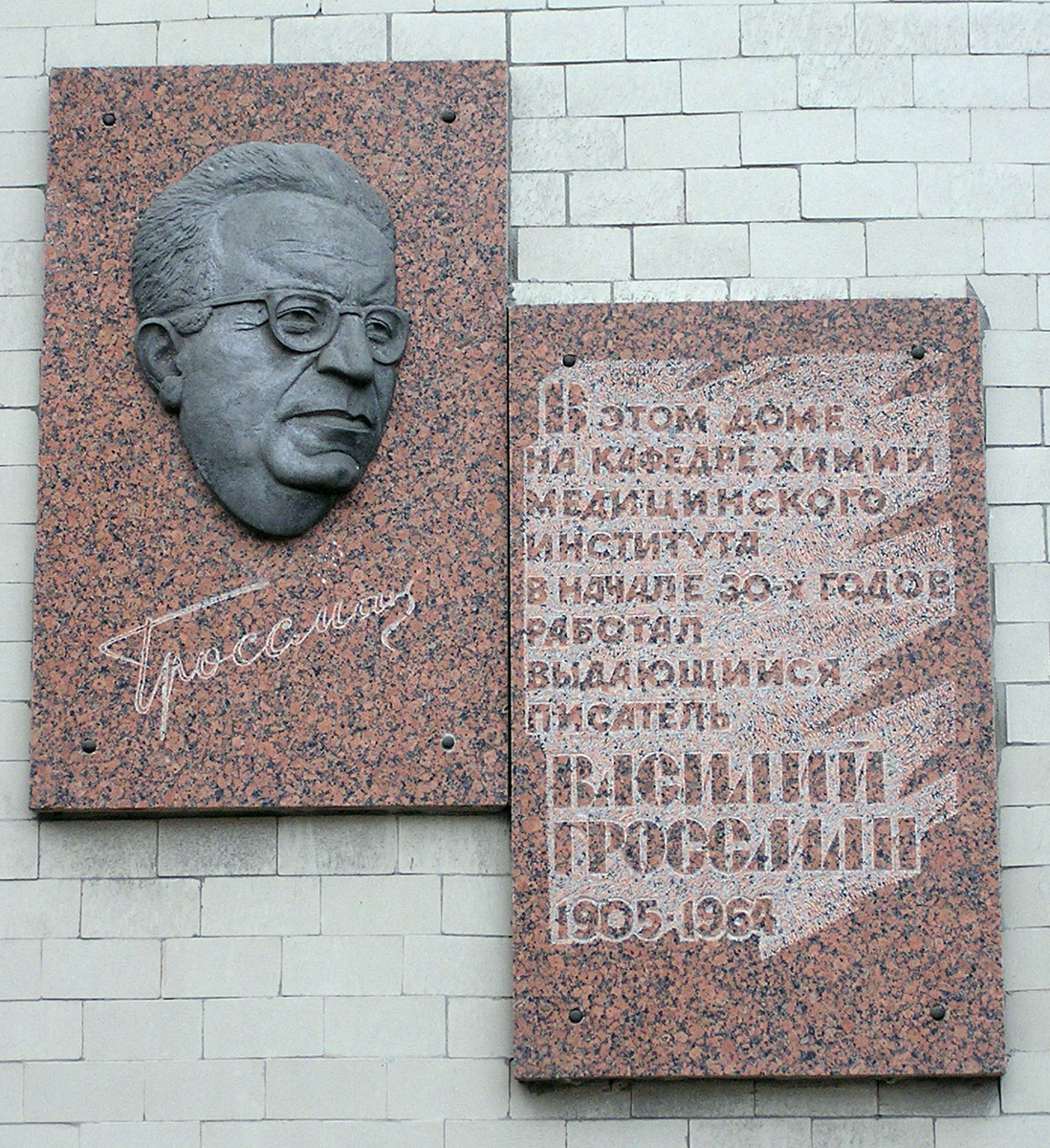
Gedenktafel für Wassili Grossman in Donezk

Wassili Semjonowitsch Grossman (auch Vassily, Wassilij, russisch Василий Семёнович Гроссман; * 29. Novemberjul. / 12. Dezember 1905greg. in Berditschew; † 14. September 1964 in Moskau) war ein sowjetischer Schriftsteller und Journalist.

## Biografie
Grossman wurde als Josif Solomonowitsch Grossman in einer aufgeklärten jüdischen Familie in Berditschew in der heutigen Ukraine geboren. Er erhielt keine traditionelle jüdische Erziehung und beherrschte nur einige Worte Jiddisch. Ein russisches Kindermädchen wandelte seinen Namen Jossja in das russische Wassja (ein Diminutiv von Wassili), was von der ganzen Familie akzeptiert wurde. Sein Vater war Sozialdemokrat und schloss sich den Menschewiki an.
Während seines Studiums an der Moskauer Universität begann Grossman Kurzgeschichten zu schreiben und setzte seine literarischen Aktivitäten fort, als er später als Ingenieur im Donezbecken arbeitete. Eine seiner ersten Kurzgeschichten, In der Stadt Berditschew (В городе Бердичеве), führte dazu, dass Maxim Gorki und Michail Bulgakow auf Grossman aufmerksam wurden und ihn ermutigten. Der berühmte Film Die Kommissarin (Regie Alexander Askoldow), 1967 vom KGB unterdrückt, erst 1987 veröffentlicht und bei den Moskauer Filmfestspielen gezeigt, basiert auf dieser vierseitigen Geschichte. Er erhielt bei der Berlinale 1988 den Spezialpreis der Jury.
Mitte der 1930er gab Grossman seinen Beruf als Ingenieur auf und widmete sich ganz dem Schreiben. Bis 1936 hatte er zwei Sammlungen von Geschichten veröffentlicht, und 1937 wurde er Mitglied des Schriftstellerverbandes der UdSSR. Während der Großen Terrors wurden einige seiner Freunde und nahen Verwandten verhaftet, darunter auch seine Frau Olga, deren Ex-Mann Boris Guber im August 1937 hingerichtet wurde. Monatelang schrieb er Eingaben an die Behörden, um ihre Freilassung zu erreichen, was ihm 1938 gelang.
Nach dem deutschen Überfall auf die Sowjetunion 1941 blieb seine Mutter in Berditschew und wurde mit mehr als 20.000 bis 30.000 anderen Juden ermordet. Grossman wurde vom Einsatz in der Armee freigestellt, meldete sich aber freiwillig zur Front, wo er mehr als 1000 Tage verbrachte. Er wurde Kriegsreporter für die populäre Zeitung der Roten Armee Krasnaja Swesda (Roter Stern). Er schilderte die großen Ereignisse des Krieges, darunter die Schlacht um Moskau, die Schlacht von Stalingrad, die Schlacht um Kursk, die sowjetische Rückeroberung Weißrusslands und die Schlacht um Berlin. Außer seinen Kriegsreportagen wurden seine Romane wie Dies Volk ist unsterblich (Народ бессмертен) veröffentlicht, und er wurde als Kriegsheld angesehen. Der Roman Stalingrad (1950), später in Die gerechte Sache (За правое дело) umbenannt, beruht auf seinen Erfahrungen während der Belagerung.
Grossmans dokumentarische Beschreibungen der ethnisch gesäuberten Ukraine, Weißrusslands und Polens, des Vernichtungslagers Treblinka und des KZ Majdanek gehörten zu den ersten Augenzeugenberichten – schon 1943 – dessen, was später als der Holocaust bekannt wurde. Sein Artikel Die Hölle von Treblinka von 1944 wurde während der Nürnberger Prozesse als Dokument der Anklage verbreitet.
Die Unterdrückung des vom Jüdischen Antifaschistischen Komitee erarbeiteten Schwarzbuchs erschütterte ihn zutiefst und stellte seine Loyalität gegenüber der Staatsmacht in Frage. Zunächst ordneten die Zensoren Änderungen im Text an, um den spezifisch antijüdischen Charakter der Massenmorde zu verbergen und die Rolle der Ukrainer, die als Polizisten für die Nazis gearbeitet hatten, herunterzuspielen. Das Schwarzbuch, dessen Herausgeberschaft Grossman von Ilja Ehrenburg übernommen hatte, wurde 1948 endlich fertiggestellt, aber nicht veröffentlicht. Der Satz wurde eingeschmolzen, die gedruckten Bogen eingestampft. Der Dichter Semjon Lipkin, ein Freund Grossmans, glaubt, dass es Stalins antisemitische Kampagne war, die Grossmans Glauben an das sowjetische System zerstörte.

„1946 … traf ich einige enge Freunde, darunter einen Inguschen und einen Balkaren, deren Familien während des Krieges nach Kasachstan deportiert worden waren. Ich erzählte dies Grossman und er sagte: ‚Vielleicht war es aus militärischen Gründen notwendig.‘ Ich sagte: ‚Würdest Du das auch sagen, wenn sie das mit Juden machen würden?‘ Er sagte, das könne niemals passieren. Einige Jahre später erschien ein aggressiver Artikel gegen die wurzellosen Kosmopoliten in der Prawda. Grossman sandte mir eine Notiz, dass ich schließlich recht gehabt habe. Lange hatte Grossman sich nicht als sehr jüdisch empfunden. Die Kampagne gegen den Kosmopolitismus ließ seine Beziehung zum Judentum wieder aufleben.“

Aufgrund der Verfolgung durch den Staat wurden zu Lebzeiten Grossmans nur wenige seiner Nachkriegswerke veröffentlicht. Nachdem er sein opus magnum, den Roman Leben und Schicksal (Жизнь и судьба, 1959), zur Veröffentlichung vorgelegt hatte, durchsuchte der KGB seine Wohnung. Die Manuskripte, die Durchschläge, seine Notizbücher wie auch die maschinengeschriebenen Kopien und sogar die Schreibmaschinenbänder wurden beschlagnahmt.
Während der poststalinistischen „Tauwetter-Periode“ schrieb Grossman an Chruschtschow:

„Was nützt es mir, wenn ich physisch frei bin und das Buch, dem ich mein Leben gewidmet habe, verhaftet ist … Ich verzichte nicht … Ich verlange Freiheit für mein Buch.“

Michail Suslow, der Chefideologe des Politbüros, sagte dem Autor, sein Buch werde frühestens in 200 Jahren veröffentlicht.
Leben und Schicksal sowie sein letzter Roman Alles fließt (Всё течёт, 1961) wurden als Bedrohung für die kommunistische Herrschaft angesehen und der Dissident wurde zur Unperson. Grossman starb 1964, ohne zu wissen, ob sein Werk je vom Publikum würde gelesen werden können.
Ein Abschnitt aus Leben und Schicksal wurde dank anderen Dissidenten 1980 in der Schweiz veröffentlicht: Andrei Sacharow fotografierte heimlich Seiten des Entwurfs, die Semjon Lipkin aufbewahrt hatte, und dem Schriftsteller Wladimir Woinowitsch gelang es, die Filme ins Ausland zu schmuggeln. Als die Glasnost-Politik von Gorbatschow initiiert wurde, wurde das Buch 1988 in Russland veröffentlicht. Alles fließt erschien 1989 in der Sowjetunion. Das Manuskript zu Leben und Schicksal umfasst etwa 11.000 Seiten und wurde im Juli 2013 vom russischen Geheimdienst dem Staatsarchiv in Moskau übergeben und damit für die Öffentlichkeit zugänglich.
Einige Kritiker verglichen Grossmans Romane mit Lew Tolstois monumentaler Prosa. 1998 drückte Solschenizyn seinen „großen Respekt“ für Grossmans „geduldige, beharrliche, weitreichende Arbeit“ aus.
Zu den Bewunderern von Leben und Schicksal gehörte auch der Philosoph Emmanuel Levinas.

## Werke (Auswahl)
- Die Hölle von Treblinka. Aus dem Russischen übertragen von L. Becher. Verlag für fremdsprachige Literatur, Moskau 1946.
  - Die Hölle von Treblinka, Wien 2020 (= VWI-Studienreihe. 5.), ISBN 978-3-7003-2177-4 (Kommentierter Reprint der Moskauer Originalausgabe).
- Dies Volk ist unsterblich. Aus dem Russischen übertragen von H. Angarowa. Verlag für fremdsprachige Literatur, Moskau 1946.
- Stalingrad. Verlag für fremdsprachige Literatur, Moskau 1946 (gedruckt bei Bohn & Sohn in Leipzig). (Broschüre, Sammlung von Aufsätzen über die Schlacht von Stalingrad)
- Wende an der Wolga. Roman. Aus dem Russischen übersetzt von Leon Nebenzahl. 6. Aufl. Dietz, Berlin 1961. (Originaltitel „Für die gerechte Sache“ [Za pravoe delo], im Manuskript und ersten sowjetischen Vorabdrucken auch unter dem Titel Stalingrad)
  - Stalingrad. Aus dem Russischen übersetzt von Christiane Körner, Maria Rajer, Andreas Weihe. Restaurierte Fassung von „Wende an der Wolga“ ohne Zensureingriffe. Nachwort von Robert Chandler. Claassen, Berlin 2022, ISBN 978-3-546-10013-7.
- Stürmische Jugend. Roman in vier Teilen. Aus dem Russischen übersetzt von Leon Nebenzahl, mit einem Nachwort von F. Lewin, Dietz. 2. Auflage Berlin 1962,
(Anmerkung: die erste Auflage erschien 1953 im Dietz-Verlag, Berlin (Ost), in 4 Teilbänden unter dem Titel Stepan Koltschugim)
- Die Kommissarin. Erzählung. Aus dem Russischen von Thies Ziemke, mit zahlreichen Fotos aus dem gleichnamigen Film von Alexander Askoldow. Neuer Malik Verlag, Kiel 1989. ISBN 3-89029-044-2
- Das Schwarzbuch. Der Genozid an den sowjetischen Juden (Herausgeber, mit Ilja Ehrenburg. Herausgeber der deutschen Ausgabe Arno Lustiger), deutsch von Ruth und Heinz Deutschland, Rowohlt, 2. Auflage, Reinbek bei Hamburg 1995. ISBN 3-498-01655-5
- Alles fließt. Aus dem Russischen von Annelore Nitschke, mit einem Nachwort von Franziska Thun-Hohenstein, Ullstein, Berlin 2010, ISBN 978-3-550-08795-0.
- Tiergarten, Erzählungen. Aus dem Russischen von Katharina Narbutovič, mit einem Nachwort von Franziska Thun-Hohenstein, |Claassen, Berlin 2009, ISBN 978-3-546-00437-4.
- Leben und Schicksal. Roman. Aus dem Russischen von Madeleine von Ballestrem. Claassen, Berlin 2007, ISBN 3-546-00415-9. Ullstein-Taschenbuch, ISBN 978-3-548-06411-6
- Armenische Reise. Aus dem Russischen von Christiane Körner. Claassen, Berlin 2024. ISBN 978-3-546-10093-9

## Sekundärliteratur
- Alexandra Popoff: Vasily Grossman and the Soviet Century. Yale University Press, New Haven 2019, ISBN 978-0-300-22278-4.
- Salomon Malka: La vie et Le destin de Vassili Grossman (französisch) Vorw. Jean-François Colosimo; Nachw. Alexis Lacroix. Editions du CNRS, Paris 2008, ISBN 2271067502 (Biographie). Rezension: .
- Antony Beevor & Luba Winogradowa: A Writer at War. Vasily Grossman with the Red Army 1941–1945. The Harvill Press, London 2005, ISBN 0-375-42407-5.
  - Deutsch: Ein Schriftsteller im Krieg. Wassili Grossman und die Rote Armee 1941–1945 Unter Mitarb. von Luba Vinogradova. Übers. Helmut Ettinger. Bertelsmann, München 2007, ISBN 978-3-570-00913-0. (Basiert auf Grossmans Notizbüchern, Kriegstagebüchern, persönlichen Briefen und Artikeln).
- John Gordon & Carol Garrard: The Bones of Berdichev. The Life and Fate of Vasily Grossman. Free Press, New York 1996, ISBN 0-684-82295-4.
- Frank Ellis: Vasiliy Grossman. The Genesis and Evolution of a Russian Heretic. Berg Oxford 1994, ISBN 0-85496-830-X.